# Danyelle Wolf
Danyelle Wolf (Wrightsville, 8 de setembro de 1983) é uma pugilista e lutadora de artes marciais mistas americana, atualmente competindo no peso pena do Ultimate Fighting Championship.

## Carreira no MMA
Danyelle fez sua estreia no MMA em 15 de setembro de 2020 contra Taneisha Tennant no Dana White's Contender Series Temporada 4. Ela venceu por decisão unânime e foi contratada pelo UFC.

## Cartel no MMA
| Cartel no MMA   |           |           |
| 2 lutas         | 1 vitória | 1 derrota |
| Por nocaute     | 0         | 0         |
| Por finalização | 0         | 0         |
| Por decisão     | 1         | 1         |

| Res.    | Cartel | Oponente         | Método            | Evento                                  | Data       | Round | Tempo | Local             | Notas                 |
| ------- | ------ | ---------------- | ----------------- | --------------------------------------- | ---------- | ----- | ----- | ----------------- | --------------------- |
| Derrota | 1-1    | Norma Dumont     | Decisão (unânime) | UFC 279: Diaz vs. Fergusson             | 10/09/2022 | 3     | 5:00  | Las Vegas, Nevada |                       |
| Vitória | 1–0    | Taneisha Tennant | Decisão (unânime) | Dana White's Contender Series: Season 4 | 15/09/2020 | 3     | 5:00  | Las Vegas, Nevada | Estreia no Peso Pena. |